# Comté de Martin (Caroline du Nord)
Pour les articles homonymes, voir Comté de Martin.
Le comté de Martin est un comté des États-Unis, situé dans l'État de Caroline du Nord. Son siège est la ville de Williamston.

## Démographie
| 1790  | 1800  | 1810  | 1820  | 1830  | 1840  |
| ----- | ----- | ----- | ----- | ----- | ----- |
| 6 010 | 5 629 | 5 987 | 6 320 | 8 539 | 7 637 |

| 1850  | 1860   | 1870  | 1880   | 1890   | 1900   |
| ----- | ------ | ----- | ------ | ------ | ------ |
| 8 307 | 10 195 | 9 647 | 13 140 | 15 221 | 15 383 |

| 1910   | 1920   | 1930   | 1940   | 1950   | 1960   |
| ------ | ------ | ------ | ------ | ------ | ------ |
| 17 797 | 20 828 | 23 400 | 26 111 | 27 938 | 27 139 |

| 1970   | 1980   | 1990   | 2000   | 2010   | - |
| ------ | ------ | ------ | ------ | ------ | - |
| 24 730 | 25 948 | 25 078 | 25 593 | 24 505 | - |